# Anne-Marie de Beauvilliers
Anne-Marie de Beauvilliers, comtesse de Béthune (1610-1688), fut la dame d'atours de la reine Marie-Thérèse d'Autriche de 1660 à 1683.  

## Biographie
Sœur de l'académicien François Honorat de Beauvilliers, elle épousa en 1629 Hippolyte de Béthune, comte de Selles, marquis de Chabris, dit le comte de Béthune.
Elle est la mère d'Armand de Béthune, évêque du Puy, d'Hippolyte de Béthune, évêque de Verdun, et de Marie de Béthune, qui épouse en 1667 le comte François de Rouville, sous-lieutenant de la Compagnie des Gendarmes de la Reine.